# Kättilsmåla
Kättilsmåla – miejscowość (tätort) w Szwecji, w regionie administracyjnym (län) Blekinge, w gminie Karlskrona.
Według danych Szwedzkiego Urzędu Statystycznego liczba ludności wyniosła: 266 (31 grudnia 2015), 252 (31 grudnia 2018) i 238 (31 grudnia 2019).